# Asterix e la grande guerra
Asterix e la grande guerra (Astérix et le coup du menhir) è un film del 1989 diretto da Philippe Grimond. È il sesto film d'animazione tratto dalla serie a fumetti Asterix di René Goscinny e Albert Uderzo, ed è basato sull'albo Asterix e l'indovino (1972) a cui sono stati aggiunti degli elementi di Asterix e il duello dei capi (1966).

## Trama
I romani decidono di catturare il druido Panoramix per privare il villaggio ribelle dei Galli della pozione magica che dà loro forza sovrumana. Il piano viene sventato da Asterix e Obelix, che però colpisce accidentalmente Panoramix con un menhir rendendolo amnesico e folle. Mentre il villaggio deve fare i conti con questo guaio, un falso indovino di nome Prolix arriva e inizia a ingannare tutti gli abitanti del villaggio facendo loro credere a un sacco di frottole che predice, tranne Asterix che non gli crede.
Sapendo che i romani si renderanno presto conto che il villaggio è nei guai senza la pozione magica, Asterix e Abraracourcix cercano disperatamente di farne preparare un po' a Panoramix. I suoi intrugli si rivelano rapidamente problematici e fanno sì che il centurione Caius Fapallidaugustus invii un legionario come spia nel villaggio. Nonostante sia mimetizzato, il legionario viene catturato e usato come cavia per alcune delle creazioni meno pericolose di Panoramix. Tuttavia, una di queste lo rende più leggero dell'aria facendolo volare via verso l'accampamento. Fapallidaugustus invia una pattuglia per indagare, ed essa cattura Prolix. Sebbene le leggi romane dichiarino che tali individui debbano essere arrestati, Fapallidaugustus approfitta del fatto che i galli credono alle predizioni di Prolix e quindi decide di usarlo per scacciare gli abitanti dal villaggio.
Tornato al villaggio, Prolix predice che l'aria del posto diventerà nauseabonda e velenosa. Tutti gli abitanti allora partono per un'isola vicina, tranne Asterix, Obelix, Panoramix e Idefix. Poco dopo i romani assediano il villaggio ma Panoramix prepara una pozione molto nociva i cui vapori avvolgono il villaggio, ripristinando i suoi ricordi e la sua sanità mentale. Convinti che la previsione di Prolix fosse vera, i romani si allontanano rapidamente. Finalmente guarito, Panoramix prepara rapidamente la pozione magica e convince gli abitanti del villaggio, appena tornati dall’isola, a testare le abilità dell'indovino facendoli attaccare l'accampamento romano. Il campo viene completamente saccheggiato e Prolix viene colpito da un menhir dopo che si scopre che le sue abilità sono false (presentando gli stessi sintomi di Panoramix). Alla fine, Fapallidaugustus viene degradato da un funzionario romano per il suo fallimento mentre la vita nel villaggio gallico ritorna alla normalità.

## Distribuzione

### Data di uscita
Le date di uscita internazionali sono state:
- 4 ottobre 1989 in Francia
- 12 ottobre in Germania Ovest (Asterix - Operation Hinkelstein)
- 29 dicembre in Brasile (Asterix e a Grande Luta)
- 22 febbraio 1990 in Italia
- 30 marzo in Germania Est (Asterix - Operation Hinkelstein)
- 4 maggio nel Regno Unito (Asterix and the Big Fight)
- 14 giugno in Australia (Asterix and the Big Fight)
- 22 giugno in Spagna (Astérix: El golpe del menhir)
- 10 agosto negli Stati Uniti (Asterix and the Big Fight)
- 12 ottobre in Danimarca (Asterix - Operation Bautasten) e Paesi Bassi (Asterix en de knallende ketel)
- 22 febbraio 1991 in Svezia (Asterix och bautastensmällen)
- 29 marzo in Finlandia (Asterix ja suuri taistelu)
- 27 luglio in Giappone
- 18 settembre in Canada (Asterix and the Big Fight)
- 2 febbraio 1992 in Russia (Большой бой Астерикса)
- 3 aprile in Turchia (Asterix: Büyük Savaş)

### Edizione italiana
Nell'edizione italiana la canzone "Zonked" venne mantenuta in inglese e i nomi di Asterix e Obelix vengono pronunciati in modo errato ponendo l'accento sull'iniziale, mentre legionari e decurione parlano in romanesco (l'optione viene invece caratterizzato solo con un lieve accento). Il cast vocale fu completamente cambiato rispetto ai film precedenti.

### Edizioni home video
In Italia il film fu distribuito in VHS nel 1990 dalla Eagle Home Video (Videogram Italia) e nel 1995 dalla Fox Video. Il 3 ottobre 2001 fu ripubblicato in VHS e DVD-Video dalla Eagle Pictures. Il DVD, che presenta il film in formato 4:3 pan and scan, non include l'audio originale francese, e i titoli di testa e di coda sono quelli dell'edizione in inglese.